# Henry Abramson
Henry Abramson   (25 de juny de 1963) és un historiador nord-americà; té una doctorat en història jueva obtingut en la Universitat de Toronto Des de l'any 2006, és el degà d'Afers Acadèmics i Serveis Estudiantils al Touro College South Beach Miami. Actualment és el President Interí d'estudis judaics en la mateixa institució.
Henry Abramson és conegut per la seva erudició sobre la història dels jueus d'Europa. Va ser professor adjunt d'Història d'estudis jueus a la Florida Atlantic University de 2002 a 2006. També dicta conferències a les universitats d'Oxford, Cornell, Harvard i a la Universitat Hebrea de Jerusalem.